# 가네코 히로시 (1904년)
가네코 히로시(일본어: 金子 弘, 1904년 3월 27일 ~ ? )는 일본의 배우이다. 도쿄부 도쿄시 시타야구(현재 도쿄도 다이토구) 출신했다.